# Крылья (альбом Catharsis)
«Крылья» — четвёртый полноформатный альбом российской пауэр-метал-группы Catharsis. Выпущен 25 марта 2005.
Это — второй альбом группы в составе с Олегом «Mission» Мишиным.

## Список композиций
В альбом вошло 12 композиций:
1. Увертюра (02:30)  (музыка — Олег Мишин)
2. Кто ты? (04:28)  (музыка — Олег Мишин, слова — Вадим Авласенко)
3. Hold Fast (03:44)  (музыка — Олег Мишин, слова — Маргарита Пушкина)
4. Крылья (05:04)  (музыка — Олег Мишин, слова — Маргарита Пушкина)
5. Наш путь (feat. Максим Самосват (гр. Эпидемия)) (04:01)  (музыка — Олег Мишин, слова — Георгий Арустамьян)
6. Зов зверя (04:19)  (музыка — Олег Мишин, слова — Игорь «Jeff» Поляков)
7. Талисман (03:46)  (музыка — Олег Мишин, слова — Вадим Авласенко)
8. Madre (04:11)  (музыка — Олег Мишин, слова — Маргарита Пушкина)
9. Страж времён (05:34)  (музыка — Олег Мишин, слова — Игорь «Jeff» Поляков)
10. Помни меня (04:29)  (музыка — Олег Мишин, слова — Маргарита Пушкина)
11. Симфония огня (05:57)  (музыка — Олег Мишин, слова — Георгий Арустамьян)
12. Песнь луны (03:45)  (музыка — Олег Мишин)

## Музыканты
- Олег Жиляков — вокал, бэк-вокал
- Игорь «Jeff» Поляков — ритм-гитара
- Олег «Mission» Мишин — соло- и акустическая гитары, флейта, клавишные, саксофон, вокал
- Андрей Ищенко — ударные
- Александр Тимонин — бас-гитара

Приглашённые музыканты:
- Максим Самосват (Эпидемия) — вокал в песне "Крылья"
- Олег Топуридзе — саксофон
- Ольга Дзусова — бэк-вокал